# Jules Bentz
Pour les articles homonymes, voir Bentz.
Jules Bentz, (Jules Charles), né à Merxheim, le 13 mai 1873 - décédé à Asnières, le 14 octobre 1962, est un compositeur, organiste et maître de chapelle français. Il est l'auteur de nombreuses compositions pour piano, orgue, violon et orchestre.

## Biographie
Jules Bentz voit le jour durant l'annexion allemande, à Merxheim en Alsace. Il commence ses études musicales au conservatoire de Strasbourg et les achève à l'École Niedermeyer sous la direction de MM. Gustave Lefèvre, Alex. Georges, Ch. de Bériot, P. Viardot et Clément Loret.
Organiste de chœur à Notre-Dame de Clignancourt pendant deux années, il devient par la suite organiste et maître de chapelle à l'église Sainte-Geneviève d'Asnières.
Bentz a écrit un très grand nombre de motets et de pièces pour piano, orgue, violon et orchestre.